# Guilty All the Same
"Guilty All the Same" là một bài hát của ban nhạc rock người Mỹ Linkin Park. Bài hát được ban nhạc thu âm cho album phòng thu thứ 6 của họ, The Hunting Party, và đóng vai trò là ca khúc thứ 3 trong album. Ca khúc có sự góp mặt của rapper người Mỹ Rakim. Ca khúc được công chiếu lần đầu vào ngày 6 tháng 3 năm 2014 trên dịch vụ di động thương mại Shazam, và được phát hành làm đĩa đơn bởi Warner Bros. Records vào ngày 7 tháng 3 năm 2014. Bài hát được tự sản xuất vì ban nhạc quyết định không có nhà sản xuất cho album.

## Biên soạn
Trong một cuộc phỏng vấn với Radio.com, Shinoda và Bennington giải thích rằng bài hát này "... cảm giác như là bài hát hoàn hảo để giới thiệu lại ban nhạc từ đầu." 
| “ | "Vài tháng trước tôi đang làm các bản demo và tôi cảm thấy chúng có thể được phát trên radio," Shinoda giải thích. "Tôi nghe nhiều nhạc indie... và tôi suy nghĩ, tôi không muốn làm ra loại nhạc đấy. Thể loại nhạc nào chưa có trên thị trường mà tôi cảm thấy đam mê? Rốt cuộc tôi đã tạo ra nhạc phẩm thể loại mới." | ” |

Cũng trong cuộc phỏng vấn đó, liên quan đến việc bao gồm Rakim vào bài hát, Shinoda muốn gây bất ngờ cho mọi người và đã "phun ra" ý tưởng đưa Rakim, một trong những thần tượng của Shinoda, vào ca khúc. Khi kỹ sư của ban nhạc tiết lộ rằng anh ta biết một trong những người quen của Rakim, và sau khi liên hệ, Rakim đến phòng thu và đã, theo lời Bennington: "ăn tươi nuốt sống phần của anh ấy" (phần bridge). Ban đầu Shinoda định rap trong phần bridge của bài hát, nhưng ông cho rằng vậy thì không có gì bất ngờ và muốn một rapper khác hát thay, và tìm cách liên hệ với Rakim thông qua kỹ sư âm nhạc của họ.
Ca khúc có phần nhạc cụ mở bài khá dài và được dẫn dắt bởi tiếng guitar và trống mạnh mẽ, với ca sĩ chính Chester Bennington sử dụng giọng hát phẫn nộ nhưng rõ ràng, trong khi rapper khách mời Rakim đọc khổ hát của chính mình trên nền đoạn bridge hip hop. Ngoài ra, ca khúc còn được Music Feeds mô tả là thể hiện phong cách rap metal tương tự như trong các album trước đó của ban nhạc, Hybrid Theory và Meteora. Ca khúc cũng được Zach McEntire từ KXRK miêu tả là sự trở lại với nguồn gốc hard rock và heavy metal của ban nhạc. Al Kooper nhận xét ca khúc là "heavy metal cũ kỹ".

## Đón nhận
Tarun Mazumdar từ International Business Times đã đánh giá bài hát một cách tích cực, khẳng định "giọng hát đã hoàn thiện toàn bộ phần nhạc cụ một cách hợp lý", đồng thời khen ngợi phần rap của Rakim trong đoạn breakdown. Andy Walsh từ Renowned for Sound đã cho bài hát 3,5 sao trên 5 sao, gọi sự nặng đô của bài hát là "sự trở lại đáng mừng". Anh hy vọng đó là một dấu hiệu cho những sản phẩm sắp đến. Trong bài đánh giá theo từng ca khúc của Billboard, bài hát nhận được phản hồi tích cực và được diễn giải là "Các chàng trai (của ban nhạc) cảm thấy phấn khích khi có huyền thoại hip-hop Rakim trong ca khúc này, vì vậy họ chuẩn bị cho sự xuất hiện của anh ấy với hơn một phút tiếng guitar kịch tính. Lúc đầu, những phần gợn sóng nhấp nhô cho thấy một võ sĩ quyền anh đang sẵn sàng cho tiếng chuông bắt đầu trận đấu, nhưng sau đó nhóm nhạc chuyển sang chế độ metal kết hợp giao hưởng, và phi nước đại vào những khổ hát của Bennington. " 

## Video âm nhạc
Video âm nhạc cho "Guilty All the Same" là sự hợp tác giữa Linkin Park và Project Spark của Microsoft, mang đến cho người hâm mộ cơ hội chỉnh sửa và phối lại theo ý muốn. Trong phiên bản trò chơi của Linkin Park, nhân vật chính là một nhân vật bị ám ảnh bởi cảm giác tội lỗi. Người chơi điều khiển nhân vật qua một môi trường tối tăm với mối nguy bị ăn thịt trong khi anh ta cố gắng chạy trốn khỏi tội lỗi của chính mình. Màn chơi là một sự kết hợp giữa cơ chế chạy đua của Temple Run và phong cách nghệ thuật noir của Badland. Người chơi càng chơi tốt thì nhạc nền cho bài hát càng phong phú.

## Danh sách ca khúc
| Tải xuống kỹ thuật số | Tải xuống kỹ thuật số                 | Tải xuống kỹ thuật số       | Tải xuống kỹ thuật số    | Tải xuống kỹ thuật số |
| STT                   | Nhan đề                               | Sáng tác                    | Nhà sản xuất             | Thời lượng            |
| --------------------- | ------------------------------------- | --------------------------- | ------------------------ | --------------------- |
| 1.                    | "Guilty All the Same" (hợp tác Rakim) | Linkin Park William Griffin | Brad Delson Mike Shinoda | 5:55                  |

| Đĩa đơn quảng bá Mỹ | Đĩa đơn quảng bá Mỹ                | Đĩa đơn quảng bá Mỹ | Đĩa đơn quảng bá Mỹ | Đĩa đơn quảng bá Mỹ |
| STT                 | Nhan đề                            | Sáng tác            | Nhà sản xuất        | Thời lượng          |
| ------------------- | ---------------------------------- | ------------------- | ------------------- | ------------------- |
| 1.                  | "Guilty All the Same" (radio edit) | Linkin Park Griffin | Delson Shinoda      | 3:52                |

| Đĩa đơn CD quảng bá Anh | Đĩa đơn CD quảng bá Anh                              | Đĩa đơn CD quảng bá Anh | Đĩa đơn CD quảng bá Anh | Đĩa đơn CD quảng bá Anh |
| STT                     | Nhan đề                                              | Sáng tác                | Nhà sản xuất            | Thời lượng              |
| ----------------------- | ---------------------------------------------------- | ----------------------- | ----------------------- | ----------------------- |
| 1.                      | "Guilty All the Same" (hợp tác Rakim, album version) | Linkin Park Griffin     | Delson Shinoda          | 5:55                    |
| 2.                      | "Guilty All the Same" (shorter edit)                 | Linkin Park Griffin     | Delson Shinoda          | 3:53                    |

## Nhân sự

### Linkin Park
- Chester Bennington - ca sĩ chính
- Mike Shinoda - hát bè, piano, guitar đệm, đàn organ, đàn organ, lập trình
- Brad Delson - guitar chính, lập trình
- Rob Bourdon - trống, bộ gõ
- Dave "Phoenix" Farrell - guitar bass, hát bè
- Joe Hahn ("Mr. Hahn") - bàn xoay, sampling, lập trình

### Nhạc sĩ bổ sung
- Rakim - hát rap

## Xếp hạng
| Bảng xếp hạng (2014)                          | Vị trí cao nhất |
| --------------------------------------------- | --------------- |
| Áo (Ö3 Austria Top 40)                        | 48              |
| Canada Rock (Billboard)                       | 23              |
| Pháp (SNEP)                                   | 116             |
| Đức (GfK)                                     | 32              |
| Thụy Sĩ (Schweizer Hitparade)                 | 50              |
| UK Singles (Official Charts Company)          | 138             |
| Anh Quốc Rock and Metal (OCC)                 | 3               |
| US Bubbling Under Hot 100 Singles (Billboard) | 17              |
| US Hot Rock Songs (Billboard)                 | 19              |
| US Rock Airplay (Billboard)                   | 8               |
| US Alternative Songs (Billboard)              | 21              |
| US Mainstream Rock (Billboard)                | 1               |

| Bảng xếp hạng (2014)           | Vị trí |
| ------------------------------ | ------ |
| US Hot Rock Songs (Billboard)  | 54     |
| US Rock Airplay (Billboard)    | 31     |
| US Mainstream Rock (Billboard) | 13     |

## Lịch sử phát hành
| Khu vực        | Ngày                    | Định dạng                         | Hãng đĩa                  |
| -------------- | ----------------------- | --------------------------------- | ------------------------- |
| Hoa Kỳ         | Ngày 7 tháng 3 năm 2014 | Tải xuống kỹ thuật số             | Warner Bros. Machine Shop |
| Ấn Độ          | Ngày 7 tháng 3 năm 2014 | Tải xuống kỹ thuật số             | Warner Bros.              |
| Ý              | Ngày 7 tháng 3 năm 2014 | Đài phát thanh ăn khách đương đại | Warner Bros.              |
| Vương quốc Anh | Ngày 7 tháng 3 năm 2014 | CD đơn quảng cáo                  | Warner Bros.              |